# Cape Reinga / Te Rerenga Wairua
Cape Reinga / Te Rerenga Wairua, vielen unter Cape Reinga bekannt und in der Sprache der Māori als Te Rerenga Wairua bezeichnet, ist ein Kap im Far North District der Region Northland auf der Nordinsel von Neuseeland.

## Namensumbenennung
Das Kap Cape Reinga wurde mit der Veröffentlichung in der NEW ZEALAND GAZETTE, No. 14 am 17. Dezember 2015 offiziell in Cape Reinga / Te Rerenga Wairua umbenannt.

## Geographie
Cape Reinga / Te Rerenga Wairua befindet sich an der Nordwestspitze der Aupōuri Peninsula, 95 km nordwestlich von Kaitaia, der nächsten größeren Stadt im Far North District und der Halbinsel. 6,5 km südwestlich liegt Cape Maria van Diemen und rund 34 km östlich das North Cape, mit der Spitze nach Osten ausgerichtet.
Knapp 1000 m nordwestlich des Kaps erstreckt sich über gut einen Quadratkilometer die Columbia Bank, eine Untiefe, bei der der Betrachter bei manchen Wettersituationen durch die Brechung der Wellen den Eindruck bekommen kann, als wenn das Meer an dieser Stelle kochen würde. Die Untiefe wird in der Sprache der Māori „Te Nuku-o-Mourea“ genannt, was in etwa mit „Tidenriss des Strudels von Mourea“ übersetzt werden kann.
Zu erreichen ist das Kap über den New Zealand State Highway 1, der auf dem Parkplatz von dem Eingang zum Kap seinen nördlichen Endpunkt findet.

## Tasmansee / Pazifischer Ozean
In der Verlängerung des Cape Reinga / Te Rerenga Wairua nach Norden vereinigen sich die westlich des Kaps liegende Tasmansee und der nördlich und östlich des Kaps erstreckenden Pazifische Ozean. Für die Māori treffen Te Tai o Rehua von Westen, das männliche Prinzip verkörpernd, und Te Moana Nui a Kiwa von Osten, das weibliche Prinzip verkörpernd, am Cape Reinga / Te Rerenga Wairua aufeinander und symbolisieren damit die Entstehung des Lebens.

## Mythologische Bedeutung von Cape Reinga / Te Rerenga Wairua
In der Mythologie der Māori besitzt Cape Reinga / Te Rerenga Wairua eine besondere Bedeutung. Es wird erzählt, dass sich über das Kap und die Untiefe von Te Nuku-o-Mourea die Seelen der Verstorbenen auf die Suche nach dem Gipfel Ōhau der Insel Manawatāwhi (Three Kings Islands) begeben und sich von dort aus, nach einem letzten Blick zurück in Richtung Aotearoa (Neuseeland), aufmachen auf ihren letzten Weg nach Hawaiki, dem Ort ihrer Ahnen.
Um die Bedeutung des Ortes für die Māori den Besuchern des Kaps zu verdeutlichen, wurde am Zugang zum Kap ein Eingangstor errichtet. Sobald ein Besucher den Eingang erreicht, ertönen mystische Klänge, die akustisch die Seelenwanderung verdeutlichen und den Ort für Besucher als einen heiligen Ort erkennbar machen sollen. Auf dem dann folgenden Weg zum Cape Reinga Lighthouse erklären weitere Info-Tafeln etwas zur Mythologie des Ortes und zur umgebenden Natur.

## Cape Reinga Lighthouse
Das Cape Reinga Lighthouse wurde im Jahr 1941 errichtet und ersetzte damit das Cape Maria van Diemen Lighthouse, das zwischen 1879 und 1940 rund 7 km weiter westlich in Betrieb war. Vollautomatisiert, verrichtet der Leuchtturm heute seinen Dienst und ist mit der Aussicht auf die Weiten des Ozeans eine Touristenattraktion am Kap. Ein Hinweisschild vor dem Leuchtturm zeigt die Entfernung wichtiger geographischer Ort und Städte an.

## Fotogalerie

Cape Reinga
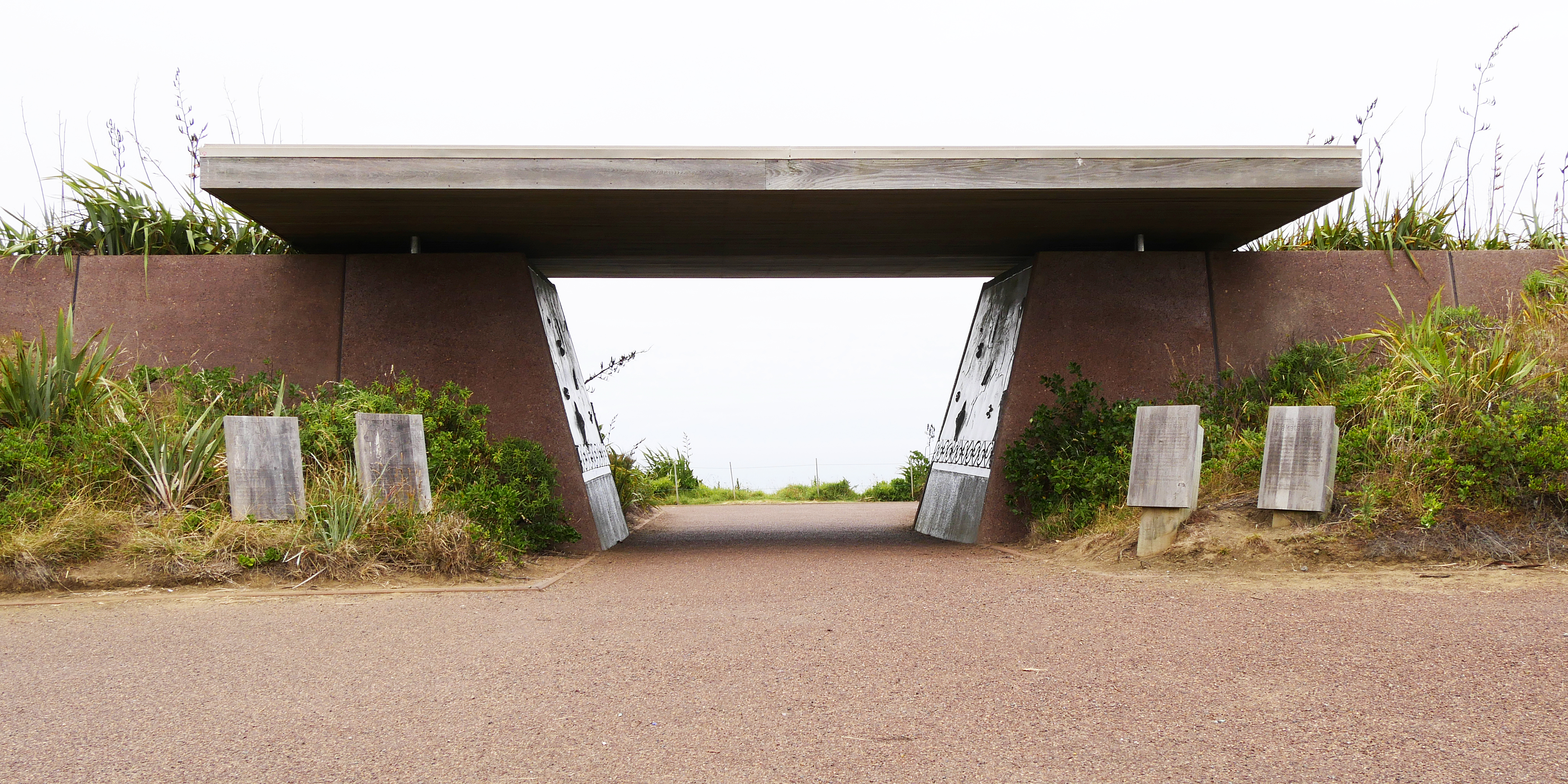
Eingang zum Kap
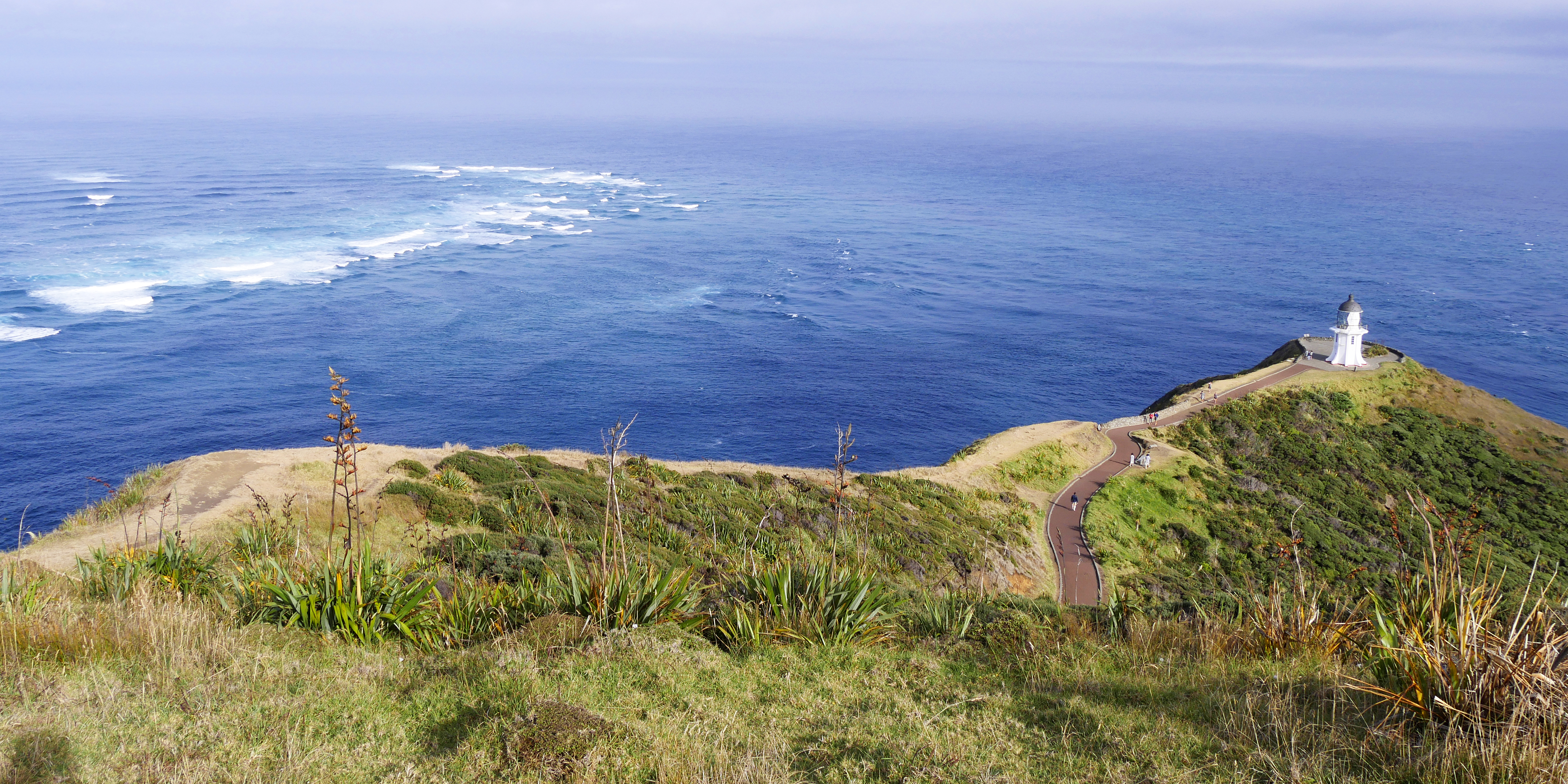
Cape Reinga / Te Rerenga Wairua mit Leuchtturm und Columbia Bank